# Islam w Austrii

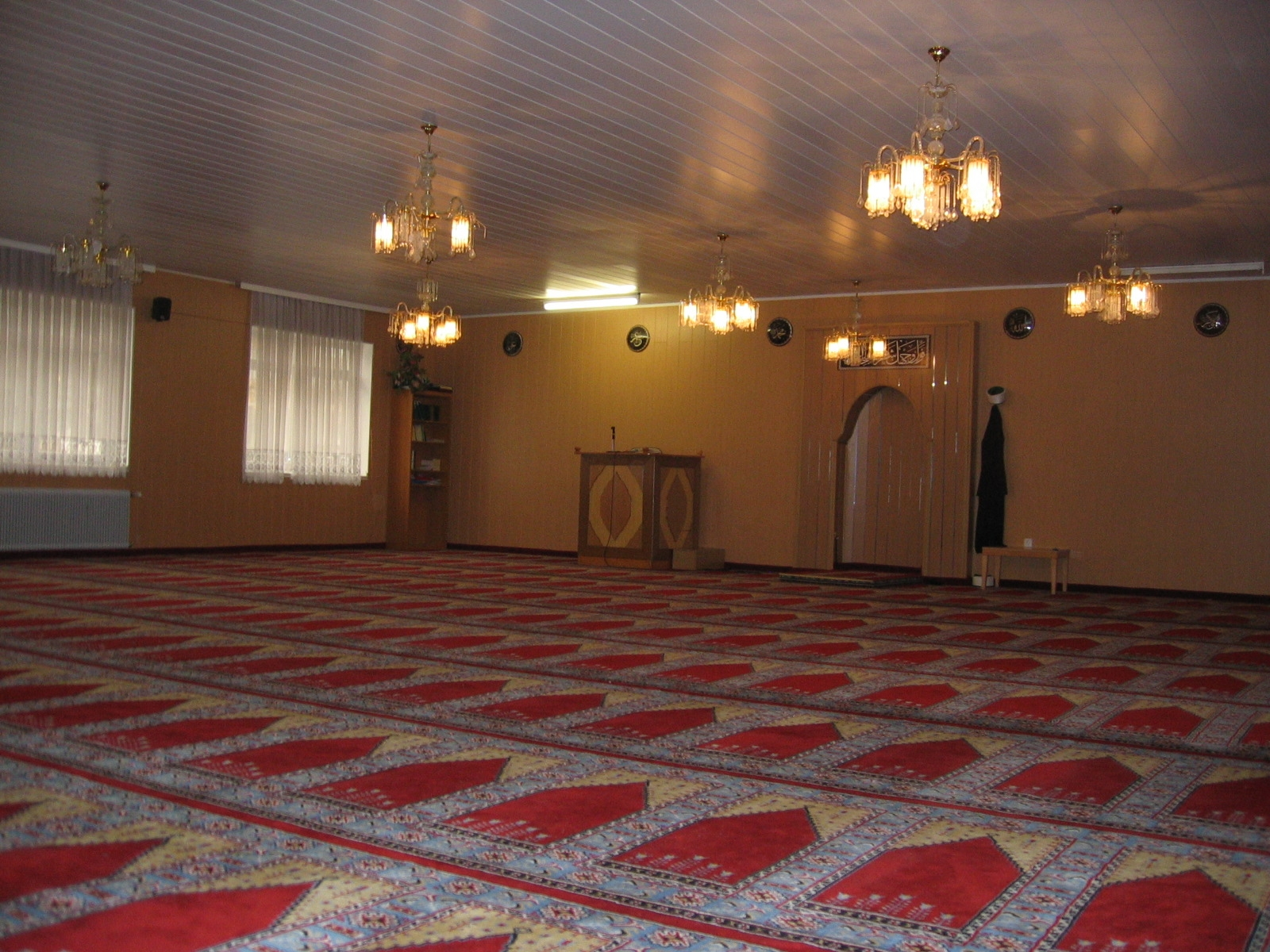
Wnętrze meczetu w Salzburgu

Według spisu ludności z 2001 roku 4,22% mieszkańców Austrii było wyznawcami islamu. Według prognoz, w 2010 roku w Austrii mieszkało już od 400 000 do 500 000 muzułmanów i stanowili oni około 6% społeczeństwa. Liczba muzułmanów zamieszkujących Austrię ciągle rośnie. Państwo zapewnia swoim mieszkańcom swobodę religijną. Większość wyznawców islamu to imigranci zarobkowi którzy przyjechali do Austrii w latach 60. XX wieku z Turcji i Bośni i Hercegowiny oraz ich potomkowie. Żyją tu jednak również społeczności pochodzenia arabskiego i pakistańskiego. Wiadomo na pewno, że islam jest również przyjmowany przez osoby pochodzące z tradycyjnie niemuzułmańskich grup etnicznych, ale brakuje danych na temat wielkości tej grupy.
Największy procentowy udział muzułmanów wśród mieszkańców ma kraj związkowy (Bundesland) Vorarlberg, gdzie stanowią oni 8,36% społeczeństwa. W Wiedniu 7,82% mieszkańców miasta deklaruje się jako muzułmanie. W środkowych krajach związkowych takich jak Salzburg, Karyntia, Górna Austria, Tyrol i Dolna Austria procentowy udział muzułmanów oscyluje wokół średniej krajowej. Nieco niższy jest natomiast w Karyntii, Styrii i Burgenlandzie.
Austria jest jednym z pierwszych krajów Europy Zachodniej, który uznał muzułmanów za legalną wspólnotę religijną i uregulował jej status prawnie. Wydarzenie to miało miejsce w 1878 roku, podczas austriackiej okupacji ziem współczesnej Bośni i Hercegowiny. Rząd wydał wówczas dokument zwany Anerkennungsgesetz w którym przyznawał muzułmanom prawa i gwarantował ich przestrzeganie. Na podstawie tego aktu regulowano prawną sytuację austriackich wspólnot muzułmańskich w 1979 roku (Islamische Glaubensgemeinschaft in Österreich). Muzułmanie żyjący w Austrii mają na przykład prawo do nauczania swojej religii w publicznych szkołach. W 2013 roku rząd austriacki uznał muzułmańską wspólnotę Alewitów i zezwolił jej na działalność na terenie kraju.
Na terenie kraju działa kilka różnych organizacji islamskich, posiadających swoje szkoły, meczety i inne budynki i instytucje. Wielość organizacji muzułmańskich jest efektem przede wszystkim zróżnicowanego pochodzenia etnicznego. Na przykład austriackie organizacje tureckie zrzeszone są w „Federacji Stowarzyszeń Turecko-Muzułmańskich”. W Austrii działają również islamskie organizacje z innych krajów, głównie niemieckie, na przykład Süleymancılar i Millî Görüş. Najliczniejszymi muzułmańskimi grupami etnicznymi w Austrii są Turcy, których liczbę szacuje się na około 500 000 osób oraz Boszniacy w liczbie około 128 000 osób.